# Asciugamano

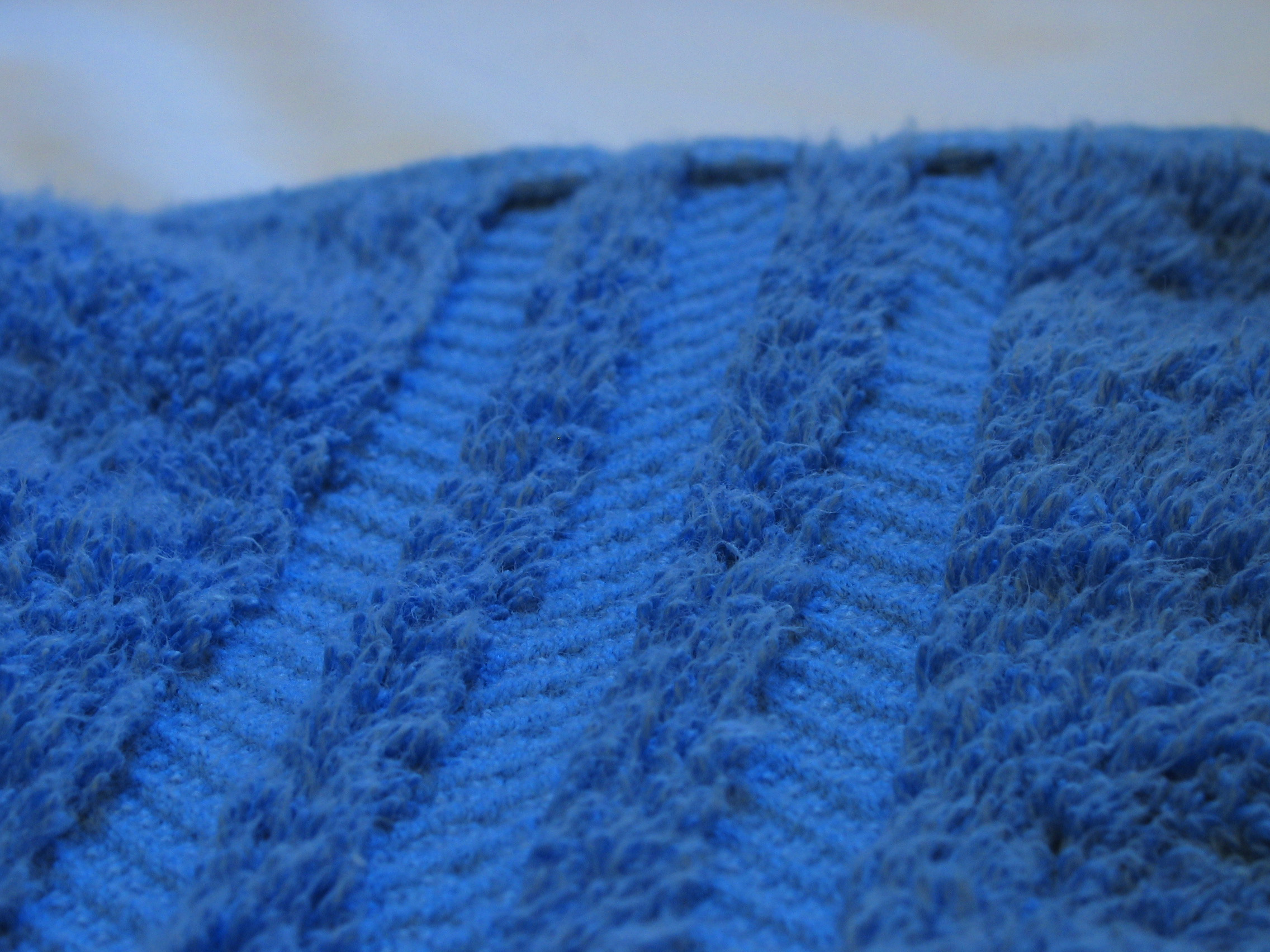
Primo piano di un telo in spugna

Un asciugamano è un pezzo di tessuto o carta in grado di assorbire i liquidi. Si usa per asciugare una parte del corpo o una superficie, per contatto diretto, per tamponatura o per sfregatura.

## Storia
L'invenzione dell'asciugamano è legata alla città turca Bursa, che è ancora nota per la produzione degli asciugamani turchi.

## Tipi di asciugamano

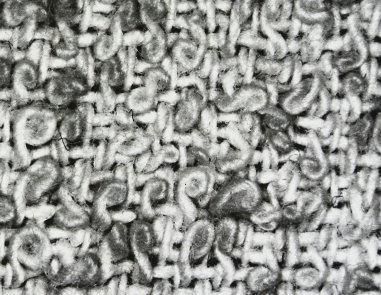
La disposizione delle fibre in una salvietta per il tè

- Un asciugamano da bagno si usa per asciugare il corpo dopo un bagno o una doccia. La forma è rettangolare, con una dimensione tipica di circa 75×150 cm. Esistono anche asciugamani da bagno di dimensioni più contenute che si usano come tappetini.
- Un asciugamano da mare o telo da spiaggia è più grande di un asciugamano da bagno. Sebbene si usi per asciugarsi dopo essere stati in acqua, il suo scopo principale è quello di fornire una superficie d'appoggio isolata dalla sabbia o dall'erba. Grazie alle loro dimensioni, si possono usare anche per coprirsi quando ci si cambia in un'area pubblica. Gli asciugamani da mare, realizzati in spugna, sono spesso caratterizzati da disegni o fantasie colorate, sia stampate sia ricamate.
- Un cambio di asciugamani, come quello normalmente fornito nelle stanze d'albergo, è composto da un asciugamano da bagno, un asciugamano per il viso e le mani e una salvietta in tessuto.
- Un asciugamano da piedi è un asciugamano rettangolare di piccole dimensioni che si usa in sostituzione di un tappeto o di una stuoia da bagno, per salirci sopra dopo una doccia o un bagno.
- Un asciugamano per le mani è più piccolo di un asciugamano da bagno (sui 30×60 cm) e come dice il nome si usa per asciugarsi le mani dopo essersele lavate.
- Il termine asciugamano da cucina in italiano indica solo l'asciugamano (strofinaccio) per i piatti. Nei paesi anglosassoni, in particolare in Gran Bretagna, l'equivalente espressione inglese si usa anche per indicare la carta assorbente da cucina.
- Un asciugamano di carta è un pezzo di carta monouso utilizzabile come asciugamano. Un rotolo di salviette di carta è normalmente avvolto attorno ad un tubo leggermente più largo delle salviette, o montato su un supporto con dei ganci a supporto delle estremità del rotolo. Le salviette di carta possono anche essere confezionate singolarmente ed utilizzate come salviette per il viso.
- Un asciugamano da esposizione è un sottotipo dei normali asciugamani da bagno o da mani, con delle decorazioni di seta, merletti o lino, con lo scopo principale di renderlo più gradevole esteticamente. Sono utilizzati per dare un tocco in più, soprattutto nei bagni, specialmente negli USA. Non dovrebbero essere utilizzati per asciugare alcunché, poiché i normali lavaggi e i ganci per gli asciugamani comuni li rovinano (la parte decorata ha un'elasticità diversa).[1]
- Un "asciugamano da sport" o "chamois" è un asciugamano utilizzato da nuotatori e tuffatori, è una salvietta super assorbente che asciuga l'acqua e quando diventa troppo bagnata può essere strizzata per far uscire fuori l'acqua in modo da poter essere utilizzata nuovamente.
- Un asciugamano per sudore è spesso di taglia simile ad un asciugamano per le mani, e può servire nelle palestre per asciugare le macchine dopo l'uso.
- Un asciugamano da tè (Inglese britannico) o asciugamano da piatto (Inglese americano) è un panno utilizzato per asciugare piatti, posate etc., dopo che sono stati lavati. Nell'Inghilterra del XVIII secolo, un asciugamano da tè era uno speciale panno di lino usato dalla padrona di casa per asciugare il suo prezioso e costoso servizio da tè cinese. La servitù era considerata troppo maldestra per un così delicato lavoro, benché le cameriere fossero incaricate di orlare a mano il tessuto di lino quando le loro mansioni principali erano state completate.[senza fonte] Gli asciugamani da tè furono realizzati in produzione di massa durante la Rivoluzione Industriale. Oggi gli asciugamani da tè pitturati sono attraenti souvenir da collezione, e vengono a volte utilizzati come decorazioni sulle pareti nei ristoranti in Europa.
- Un washcloth, wash cloth, flannel, o face cloth è un piccolo quadrato della larghezza all'incirca di un asciugamano per mani, ed è utilizzato bagnando e applicando sapone sulla salvietta e poi utilizzando l'asciugamano per applicare il sapone sulla pelle. Ciò aumenta l'abrasione e può rimuovere le cellule di pelle morta dall'epidermide più efficacemente della semplice applicazione e sfregamento manuali del sapone.
- Un asciugamano bagnato (oshibori) viene utilizzato in Giappone per detergersi le mani prima di mangiare. È spesso dato ai clienti di un izakaya.
- Un peshtemal è un tradizionale asciugamano multiuso proveniente dell'Anatolia, caratterizzato da elevata capacità assorbente.

## Usi alternativi
Gli asciugamani sono spesso impiegati per altri usi oltre che per asciugare. Per esempio:
- Per sedersi, distendersi e posizionarsi, per evitare il contatto diretto con il terreno, la roccia, la sedia ecc. Ciò può essere per igiene e comodità e nella sauna o in altri posti dove la nudità è comune.
- Il barbiere usa asciugamani trattati col vapore per preparare la pelle alla rasatura.
- Per riservare posti, per esempio lettini da sole, accanto alle piscine o in luoghi simili.
- Un asciugamano può fungere da capo di abbigliamento maschile o da coperta. C'è una varietà di usi quando un asciugamano viene applicato in questo modo. Ad esempio, l'asciugamano può essere usato come strato aggiuntivo di abbigliamento in condizioni di freddo; oppure può essere indossato da solo avvolto attorno alla vita (simile ad un kilt o gonna) o semplicemente sotto le spalle (come ad un lungo abito da donna), di solito in condizioni di tempo mite.
- Nei paesi asiatici, gli asciugamani (più piccoli di formato che degli asciugamani da mano - solitamente quadrati e di misura 30×30) vengono usati come fazzoletti. Vengono indossati sia da uomini sia da donne. La sofficità dell'asciugamano stile turco è apprezzata per tale uso.
- In alcuni casi, un asciugamano può essere usato per proteggere se stessi (come pure gli altri). Ad esempio, un asciugamano umido può essere usato per tappare un buco fra la porta e il pavimento ed impedire così ai gas nocivi od al fumo di entrare in una stanza. Questo è solitamente utile in caso di incendio, dove, nella maggior parte dei casi, le persone muoiono per inalazione di fumo prima che il fuoco li raggiunga.
- Nello sport della boxe, l'allenatore getta un asciugamano nel ring per concedere la sconfitta del suo avversario in un determinato match. Questo viene comunemente chiamato "gettare l'asciugamano."

## L'asciugamano nella cultura di massa

### Narrativa
- Gli asciugamani hanno giocato un ruolo importante da icona nella Guida galattica per gli autostoppisti. Vengono descritti come la cosa "più massicciamente utile che un autostoppista interstellare possa avere." Dopo la morte dell'autore, Douglas Adams, i fan festeggiano ogni anno il Towel Day ("giorno dell'asciugamano" in inglese).

### Televisione
- Nel cartone animato "South Park" un personaggio di nome Towelie è un asciugamano del modello "RG-400 Smart Towel" della Tynacorp che si muove e parla. Il personaggio ricorda spesso agli altri di portare con sé degli asciugamani, perché non si sa mai quando possano servire.

### Sport
- I fan cominciarono ad usare il Terrible Towel negli anni '70 per incoraggiare i Pittsburgh Steelers nel Super Bowl e per vincere la NFL.
- Nel 1982 Roger Neilson, allenatore dei Vancouver Canucks, fece delle segnalazioni con un asciugamano bianco attaccato alla fine di un bastone da hockey per far capire agli avversari che secondo lui le penalità, date durante i playoff contro i Chicago Blackhawks, erano sbagliate. Questo asciugamano è conosciuto come il "Towel Power". Alla partita seguente migliaia di tifosi portarono ed esibirono il loro asciugamano. Questo uso è diventato una tradizione per mostrare alla propria squadra il supporto nei playoff. Durante i playoff GM Place porta questi asciugamani con il logo dei Canucks.